# Late guldenroede
Late guldenroede (Solidago gigantea) is een plantensoort uit de composietenfamilie (Asteraceae).

## Determinatie
Late guldenroede is een vaste, kruidachtige plant die een hoogte bereikt van ongeveer 50–150 cm; het is een uitgesproken ruigtekruid. De plant heeft tot aan de bloeiwijze een kale stengel. De stengel kan groen of purper gekleurd zijn. De bladeren zijn van onderen blauwgroen en kaal met soms een kort behaarde middennerf of aan de randen gewimperd. De plant vormt lange wortelstokken.

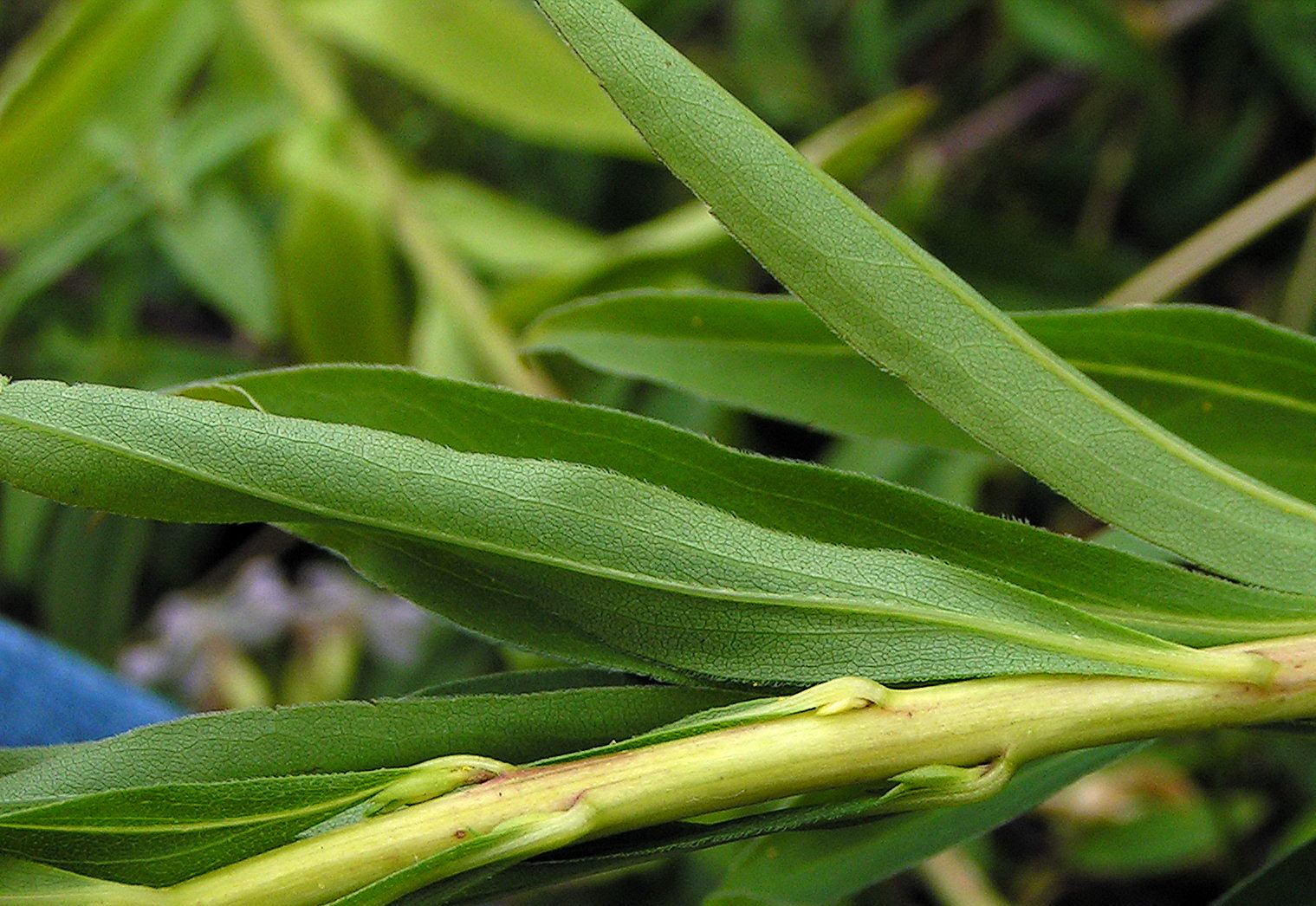
onderkant blad

Late guldenroede bloeit van juli tot de herfst met gele bloemen. De bloemhoofdjes hebben een honingraatstructuur en bestaan uit lint- en buisbloemen. De pappus bestaat uit een rij haarachtige borstels. Het omwindsel is 3–5 mm lang. De vrucht is een 1,5 mm lang nootje met korte haartjes.

### Gelijkende taxa
Late guldenroede lijkt veel op Canadese guldenroede; de laatstgenoemde soort heeft echter een behaarde stengel met een overwegend groene kleur. Ook kan late guldenroede vegetatief lijken op wilde bertram, waarmee ze regelmatig samengroeit. Het blad van wilde bertram is smaller, glanzender en duidelijk fijner gezaagd.

## Ecologie
De plant komt voor op natte tot vochtige, eutrofe grond aan rivieroevers en braakliggende terreinen.

### Syntaxonomie
In de syntaxonomie wordt binnen de klasse van natte strooiselruigten een derivaatgemeenschap onderscheiden waarin late guldenroede domineert.

## Verspreiding
Late guldenroede komt oorspronkelijk uit Noord-Amerika en komt nu in geheel Europa voor. De plant wordt ook in siertuinen gebruikt.

## Gebruik
In de kruidengeneeskunde wordt het extract van late guldenroede gebruikt om ontstekingen te remmen, om urine af te drijven en om kramp te stillen.